# Тракия икономическа зона
Тракия икономическа зона (ТИЗ) e промишлен-търговска зона в района на Пловдив и един от най-големите икономически проекти в България. ТИЗ се простира на обща площ от 10 700 000 кв. м, от които 3 250 000 кв. м са застроени. Зоната обхваща шест индустриални зони около Пловдив, където са реализирани проекти за над 1 млрд. евро. от български и чуждестранни компании. Към 2015 г. в ТИЗ работят над 30 000 души.

## История
- 1996: Първият инвеститор в ИЗ Марица – Фереро България.
- 1999: Най-големият инвеститор в ТИЗ „Либхер – Хаусгерете Марица“ влиза в ИЗ Марица.
- 2005: Обособяване на ИЗ Раковски, с основни инвеститори: АББ България, Магна Пауъртрейн, „Кауфланд“.
- 2008: Обособяване на ИЗ Куклен.
- 2012: Създаване на ТИЗ, като обединение на 6 индустриални зони, 9 общини и 2 клъстера.
- 2015: ТИЗ е първият Район за целенасочена подкрепа от държавата в България.
- 2016: Старт на инициативата „Образование и квалификация“.
- 2017: Разширение на ТИЗ в областите Хасково и Бургас.

## Индустриални зони

### Търговско-индустриална зона Марица
| Площ     | Индустрии                                                 | Разстояние от Пловдив | Компании |
| -------- | --------------------------------------------------------- | --------------------- | --- |
| 5000 дка | машиностроене, електроника, хранително-вкусова, логистика | 6 км                  | : Агри България, Белла България (Фреш лоджистик), Макском, Биофреш, Кимкооп Холдинг, Мотокар Сервиз, ТЕД : Сокотаб, Сенсата Технолоджис, : Осрам, Либхер-Хаусгерете Марица, ДБ Шенкер, Интрама, Фереро България, Винтерхалдер : Шнайдер Електрик, Латекоер : Шел : Ес Ем Си България : Викинг : Джъмбо |

### Индустриална зона Раковски
Идеята за създаването на индустриална зона чрез публично-частно партньорство в Раковски се ражда в Италия, когато тогавашният кмет на град Раковски Франц Коков посещава икономическа зона в страната заедно с бизнес делегация. Няколко месеца по-късно Община Раковски организира търг за 815 декара общинска земя. Наддаването е спечелено от пловдивската строителна компания „Сиенит“. Фирмата има опит в изграждането на заводи, преди това е построила производствени мощности на зона Марица до пловдивското село Радиново.
| Площ     | Индустрии                                                                                     | Разстояние от Пловдив | Компании |
| -------- | --------------------------------------------------------------------------------------------- | --------------------- | --- |
| 1000 дка | автомобилостроене, битова химия, текстил, логистика, хранително-вкусова, енергийно оборудване | 14 км                 | Уилям Хюз, Naish Felts АББ България „Кауфланд“ Feinjersey, Lunatone Рубикон, Интерцитрус, Сиджи транс, Sweet World, ЗБЕ, Уником, Щром Percotex, Lampshades Дзобеле България, Sofiawax Магна Пауъртрейн Brunata International |

### Промишлено-търговска зона Куклен
| Площ     | Индустрии                                                                       | Разстояние от Пловдив | Компании |
| -------- | ------------------------------------------------------------------------------- | --------------------- | --- |
| 1000 дка | металургия, машиностроене, химическа промишленост, автомобилостроене, логистика | 10 км                 | Комбинат за цветни метали, Агрия, Завод за горещо поцинковане Мекалит, Вили Елебе Аутомотив, Шпинер Техно Акташ, одело Фарба |

### Агроцентър Калояново
| Площ    | Индустрии            | Разстояние от Пловдив | Компании |
| ------- | -------------------- | --------------------- | -------- |
| 800 дка | биологично земеделие | 22 км                 |          |

### Високотехнологичен иновационен парк Тракия
| Площ     | Индустрии                                       | Разстояние от Пловдив | Компании |
| -------- | ----------------------------------------------- | --------------------- | -------- |
| 2600 дка | аграрен сектор, хранително-вкусова промишленост | 12 км                 |          |

### Образователен и високотехнологичен парк – Пловдив
| Площ    | Индустрии                                              | Разстояние от Пловдив | Компании |
| ------- | ------------------------------------------------------ | --------------------- | -------- |
| 300 дка | иновативни производства, развитие на високи технологии | намира се в града     |          |